# Iarociîșce, Malîn
Iarociîșce (în ucraineană Ярочище) este un sat în comuna Dibrova din raionul Malîn, regiunea Jîtomîr, Ucraina.

## Demografie
Componența lingvistică a localității Iarociîșce
     Ucraineană (100%)
Conform recensământului din 2001, toată populația localității Iarociîșce era vorbitoare de ucraineană (100%).